# Torre di Corte Nuova
La Torre di Corte Nuova è un edificio storico di San Martino Gusnago, frazione di Ceresara, in provincia di Mantova.

## Storia
Fu edificata per i suoi soggiorni campestri da Ferrante Gonzaga, primo marchese di Castiglione, nel 1576, come riportato dalla lapide marmorea all'ingresso della costruzione ed eretta a difesa della vasta proprietà terriera, Corte Nuova appunto, circondata da fossato e appartenuta al padre Aloisio Gonzaga.
La torre venne assegnata come fondo dotale al primogenito di Ferrante Luigi, futuro santo, quando nel 1585 entrò nella Compagnia di Gesù. Luigi morì nel 1591 e il fratello Francesco, con atto del 5 settembre 1608, la cedette al collegio dei Gesuiti di Castiglione delle Stiviere, eretto in loco dal 1607.